# Émile Cornic
Émile Albert Yvon Cornic, född 23 december 1894 i Sucy-en-Brie, död 20 augusti 1964 i Brest, var en fransk fäktare.
Cornic blev olympisk silvermedaljör i värja vid sommarspelen 1928 i Amsterdam.